# Victor Ciocâltea
Victor Ciocâltea (ur. 16 stycznia 1932 w Bukareszcie, zm. 10 września 1983 w Manresie) – rumuński szachista, arcymistrz od 1978 roku.

## Kariera szachowa
Od pierwszych lat 50. do końca 70. należał do ścisłej czołówki rumuńskich szachistów. W latach 1952, 1959, 1961, 1969, 1970, 1971, 1975 oraz 1979 ośmiokrotnie zdobył tytuł indywidualnego mistrza kraju. Czterokrotnie wystąpił w turniejach strefowych (eliminacjach mistrzostw świata), nie zdobywając jednak awansu do turnieju międzystrefowego (najbliżej osiągnięcia tego sukcesu był w roku 1972, zajmując we Vrnjačkiej Banji V-VII miejsce). Odniósł wiele turniejowych sukcesów, z których najważniejsze to III miejsce w Dreźnie (1956, za Jurijem Awerbachem i Ratmirem Chołmowem), I-II w Sofii (1962), III-IV w Belgradzie (1962), II w Zinnowitz (1966), I-II w Reggio Emilia (1966/67, wraz z Dragolubem Čiriciem), I-IV w Reggio Emilia (1968/69), III-IV w Máladze (1971), I w Tunisie (1973), I-II w Dortmundzie (1974, wraz z László Szabó), I w Bukareszcie (1975), I w Satu Mare (1979), I w Călimănești (1980), I w Val Thorens (1981), II-IV w Barcelonie (1981) oraz III w Salonikach (1983).
Wielokrotnie reprezentował Rumunię w turniejach drużynowych, m.in.:
- jedenastokrotnie na olimpiadach szachowych (w latach 1956, 1962, 1964, 1966, 1968, 1970, 1972, 1974, 1978, 1980, 1982)[2],
- trzykrotnie na drużynowych mistrzostwach Europy (w latach 1965, 1973, 1977)[3],
- dwunastokrotnie na drużynowych mistrzostwach Bałkanów (w latach 1971, 1972, 1973, 1974, 1975, 1976, 1977, 1978, 1979, 1980, 1981, 1982); dwunastokrotny medalista: wspólnie z drużyną – dwukrotnie złoty (1971, 1977), pięciokrotnie srebrny (1973, 1974, 1978, 1980, 1981) i pięciokrotnie brązowy (1972, 1975, 1976, 1979, 1982)[4].

Najwyższy ranking osiągnął 1 stycznia 1976 r., z wynikiem 2480 punktów zajmował wówczas 3. miejsce wśród rumuńskich szachistów.
Spośród wielu rozegranych przez niego partii, najwięcej rozgłosu przyniosło mu zwycięstwo nad Bobby Fischerem, odniesione w czasie olimpiady w Hawanie w roku 1962. Ciocâltea zmarł 10 września 1983 roku w czasie partii szachowej, rozgrywanej w ramach turnieju w hiszpańskim mieście Manresa. Od roku 1984 odbywa się w Rumunii memoriał jego pamięci, turniej ten corocznie zaliczany jest do najsilniejszych rozgrywanych w tym kraju imprez szachowych.